# Talos (Crète)
Pour les articles homonymes, voir Talos.
 (mai 2015).
Si vous disposez d'ouvrages ou d'articles de référence ou si vous connaissez des sites web de qualité traitant du thème abordé ici, merci de compléter l'article en donnant les références utiles à sa vérifiabilité et en les liant à la section « Notes et références ».

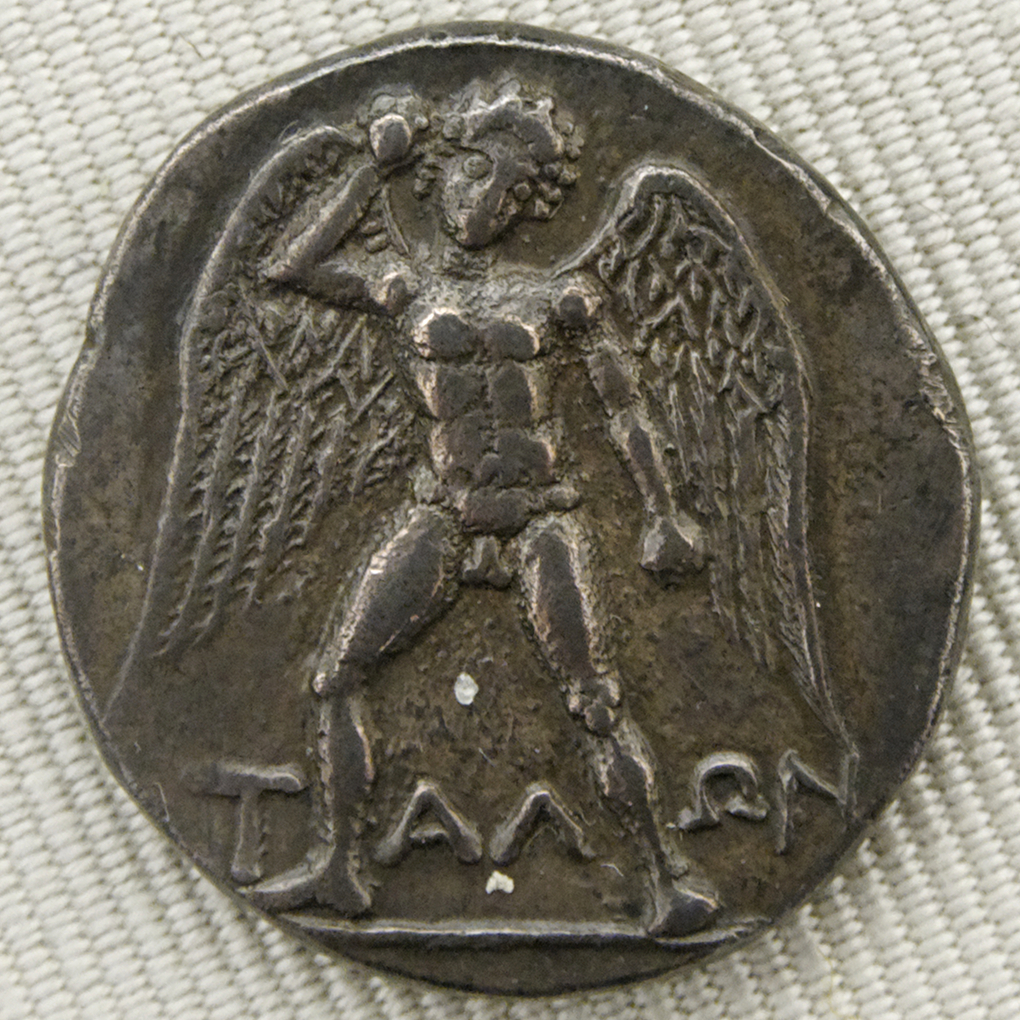
Talos armé d'une pierre, didrachme de la cité crétoise de Phaistos, v. 300 – 270 av. J.-C., Cabinet des médailles de la Bibliothèque nationale de France.

Dans la mythologie grecque, Talos (en grec ancien Τάλως / Tálôs) est un Géant dont le corps est entièrement recouvert de bronze, hormis sa cheville qui laisse apparaître une veine. Il est vaincu par Jason et les Argonautes avec l'aide de Médée, qui l'hypnotise et le blesse au niveau de son point faible.

## Mythe

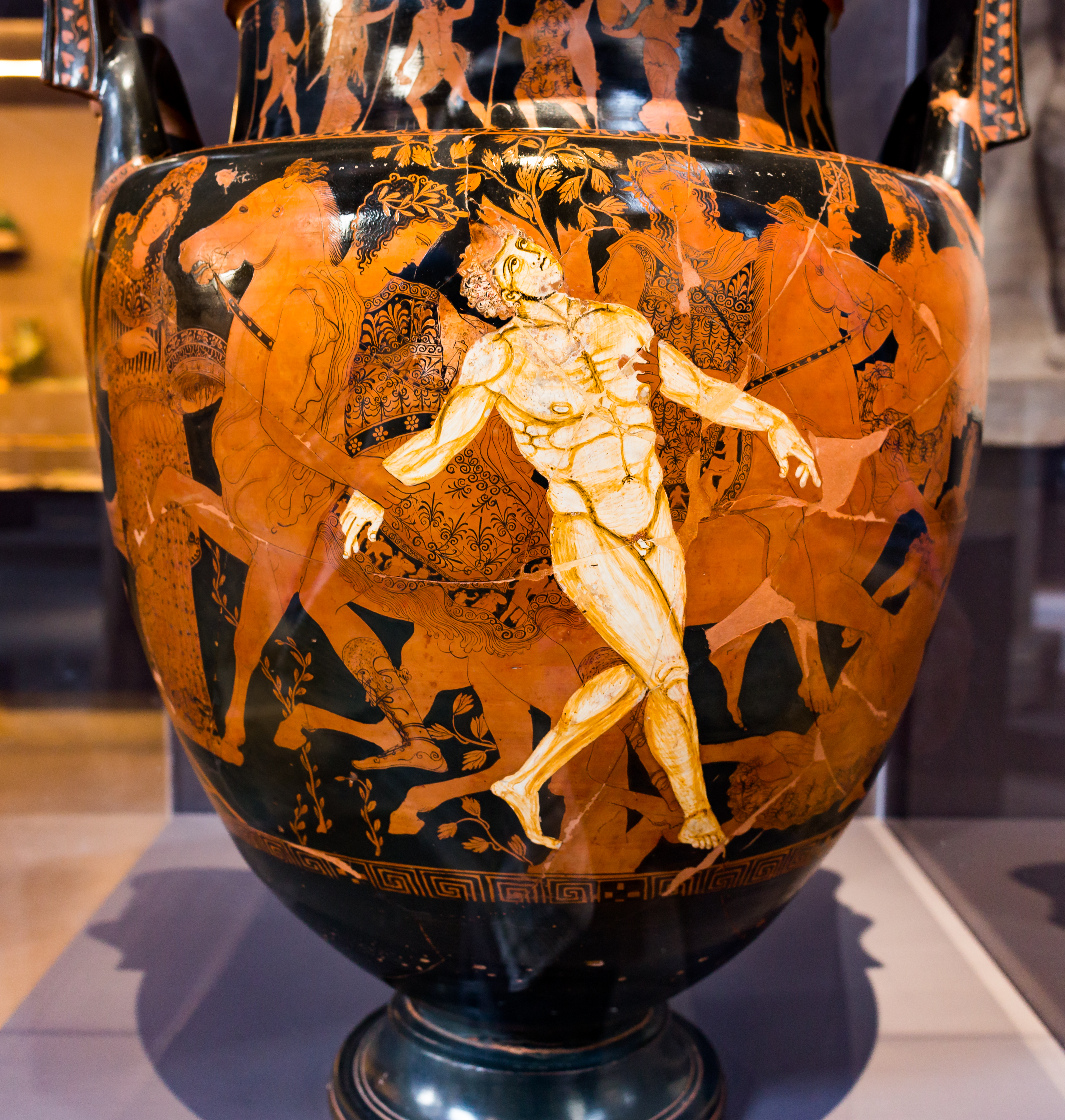
Mort de Talos sur un cratère du IVe siècle av. J.-C.

Sa généalogie est soumise à diverses versions : il passe parfois pour le fils de Crès et le père d'Héphaïstos, parfois pour un automate forgé par Héphaïstos lui-même, mais parfois aussi pour le dernier représentant de la race de bronze.
Talos est présenté comme le gardien de la Crète ; selon les versions de la légende, il est donné par Zeus à Europe (ou par Héphaïstos à Minos). Il est chargé de faire le tour de l'île trois fois par jour et de repousser les intrus pour le compte du roi légendaire de Crète : Minos. Son rôle était donc de protéger l'île, mais aussi Europe, quand Minos devait s'absenter. Il repoussait les intrus en les lapidant ou en les étreignant de son corps, qu'il avait fait préalablement rougir au feu ; en effet, son corps était entièrement en bronze. Il était par conséquent invincible, sauf en un endroit de la cheville où un défaut laissait apparaître la veine unique qui l'irriguait entièrement. Cette même veine était refermée par un clou. Le mythe le représente parfois avec une paire d'ailes dans le dos.
Lorsque Jason et les Argonautes firent escale en Crète, ils durent faire face au Géant. Talos arrachait les blocs de pierre du rivage et les lançait sur les navires des voyageurs. Ils les évitèrent à plusieurs reprises. Il fut finalement vaincu grâce à l'aide de Médée, qui parvint à troubler son esprit par des enchantements. En lui envoyant des visions trompeuses, elle rendit Talos furieux, au point qu'il finit par arracher le clou refermant sa veine en se frottant brusquement contre un rocher. Son ichor s'échappa et il mourut aussitôt sans même que les voyageurs eussent à livrer bataille. Ceux-ci finirent par aborder et passèrent la nuit sur le rivage. Le lendemain, ils construisirent un sanctuaire voué à une divinité minoenne auprès de la dépouille de Talos avant de repartir.
Une autre version de la mort de Talos raconte que les voyageurs auraient débarqué sans que celui-ci ne s'en rende compte. Alors qu'il exposait son corps de bronze au feu pour étreindre les voyageurs qu'il avait remarqués, son talon fut percé par Péas, après que Médée l'eut enchanté, ce qui l'aurait vidé de son sang divin.

## Postérité
Talos apparaît dans le film Jason et les Argonautes en 1963 sous la forme d'une immense statue de bronze qui s'anime lorsque deux Argonautes pénètrent dans la cache aux trésors qui lui sert de piédestal. Dans une variation de la légende, il est défait lorsque Jason parvient à dévisser une valve au niveau de son talon, dont s'échappe une vapeur qui semble être la source de son énergie vitale[réf. souhaitée].

## Sources
- Pseudo-Apollodore, Bibliothèque [détail des éditions] [lire en ligne] (I, 9, 26).
- Apollonios de Rhodes, Argonautiques [détail des éditions] [lire en ligne] (IV, 1638-1693).
- Pausanias, Description de la Grèce [détail des éditions] [lire en ligne] (VIII, 53, 2 et suiv.).